# 趙三聘
趙三聘（1538年—1602年），字天民，号任斋，山西平陽府蒲州河津縣人，民籍，明朝政治人物。

## 生平
嘉靖三十七年（1559年）戊午科山西鄉試第四十四名舉人。隆慶二年（1568年）中式戊辰科會試第三百十五名，三甲第六十三名進士。初授青州益都县知县，贬河南布政司都事，徙知扬州江都县，丁继母憂，服除，補知河间、献县，遷禹州知州，擢户部主事，升户部员外郎，管九门盐法，未幾督饷辽东。十七年升四川按察司副使，备兵川東，尋以病致仕歸。三十年六月廿一日卒于家，年六十五。

## 家族
曾祖趙盤；祖父趙軏；父趙九成，府照磨。前母路氏；周氏；繼母杜氏；繼母劉氏；繼母徐氏。
子赵用光，万历二十三年進士。